# Pomáz
Pomáz je mesto na Madžarskem, ki upravno spada v podregijo Szentendrei Županije Pešta.